# Johann Falk

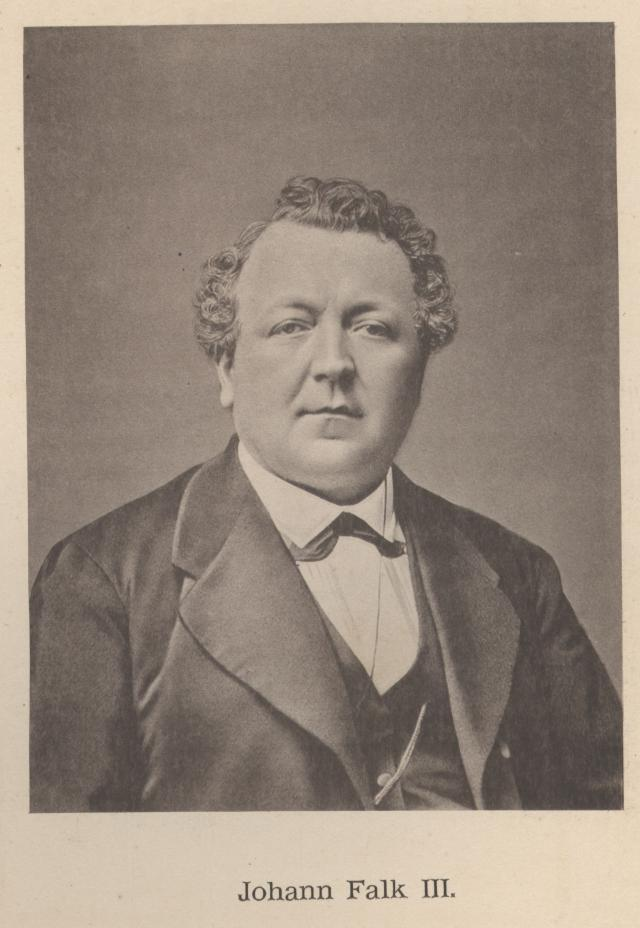
Johann Falk

Johann Baptist Falk (in amtlichen Dokumenten Johann Falk III.) (* 13. September 1825 in Mainz; † 5. Januar 1905 ebenda) war ein deutscher Politiker, Publizist und hessischer Landtagsabgeordneter der Zentrumspartei.

## Leben und Wirken
Johann Falk wurde als Sohn des Metzgermeisters Johann Baptist Falk II. und dessen Gattin Anna geb. Kessler in Mainz geboren. Auch er erlernte den Metzgerberuf und betätigte sich aktiv im katholischen Kultur- und Vereinsleben der Stadt. 1848 wurde er Mitglied im örtlichen Piusverein, als dessen Delegierter er 1849 den 2. Deutschen Katholikentag in Breslau besuchte. Sowohl dort als auch auf den nachfolgenden Katholikentagen und sonstigen katholischen Großveranstaltungen betätigte sich Johann Falk als Redner. 1861 initiierte der Handwerker in Mainz den Bau eines Gesellenhauses und stiftete dafür eine größere Summe. 1863 rief er gemäß dem Beschluss des Aachener Katholikentags vom Vorjahr den Katholikenverein (auch Katholisches Kasino) der Stadt ins Leben und sorgte 1864 für den Ankauf eines großen Vereinshauses mit Versammlungssaal. Gleichzeitig gründete er mit dem Publizisten Franz Sausen (1810–1866) einen (noch existierenden) katholischen Verlag, den Falk 1873 übernahm und seinen Metzgerberuf deshalb aufgab. Das Unternehmen firmiert heute unter Johann Falk III. Söhne GmbH.
1875 wählte man Johann Falk für den Wahlbezirk Rheinhessen 8/Ober-Olm (22. und 23. Wahlperiode) bzw. Wahlbezirk der Stadt Mainz (24. und 25. Wahlperiode) als Zentrumsabgeordneten in die Zweite Kammer des Hessischen Landtags, dem er bis 1885 angehörte. Sein Nachfolger im Landtag wurde Franz Jöst (SPD).
Beim Deutschen Katholikentag in Konstanz 1880 fungierte er als Vizepräsident. In der Mainzer Neustadt stiftete Johann Falk 1885 mit einer Summe von 60.000 Gulden ein Franziskanerinnen-Kloster, woraus das heutige Seniorenstift St. Bilhildis entstand. Papst Pius IX. zeichnete den Mainzer mit dem Ritterkreuz des päpstlichen Gregoriusordens aus.
Falk war verheiratet mit Antonie Maria Kirstein aus Mainz, sie hatten mehrere Kinder, darunter Jean Falk. Der ehemalige Bonner Oberbürgermeister Johannes Nepomuk Maria Falk (1882–1964) war ihr Enkel.